# Patinação de velocidade em pista curta nos Jogos Olímpicos de Inverno de 2010 - 1500 m feminino
As competições de 1500m feminino da patinação de velocidade em pista curta nos Jogos Olímpicos de Inverno de 2010 foram disputadas no Pacific Coliseum em Vancouver, Colúmbia Britânica, em 20 de fevereiro de 2010.

## Medalhistas
| Ouro   | CHN Zhou Yang     |
| Prata  | KOR Lee Eun-byul  |
| Bronze | KOR Park Seung-hi |

## Recordes
Antes desta competição, os recordes mundiais e olímpicos da prova eram os seguintes:
| Tipo | Atleta         | Tempo    | Local          | Data                    |
| ---- | -------------- | -------- | -------------- | ----------------------- |
|      | Zhou Yang      | 2:16.729 | Salt Lake City | 9 de fevereiro de 2008  |
|      | Choi Eun-Kyung | 2:21.069 | Salt Lake City | 13 de fevereiro de 2002 |

Após a competição, estes eram os recordes:

## Resultados

### Eliminatórias
Foram realizadas seis baterias na fase eliminatória:
| Pos. | Atleta                   | Tempo    | Notas |
| ---- | ------------------------ | -------- | ----- |
| 1    | CHN Sun Linlin           | 2:24.031 | Q     |
| 2    | CAN Tania Vicent         | 2:24.100 | Q     |
| 3    | RUS Nina Yevteyeva       | 2:24.277 | Q     |
| 4    | USA Kimberly Derrick     | 2:24.375 |       |
| 5    | AUT Veronika Windisch    | 2:24.440 |       |
| 6    | POL Patrycja Maliszewska | 2:25.586 |       |

| Pos. | Atleta                 | Tempo    | Notas |
| ---- | ---------------------- | -------- | ----- |
| 1    | KOR Park Seung-Hi      | 2:24.129 | Q     |
| 2    | CHN Zhou Yang          | 2:24.246 | Q     |
| 3    | CZE Kateřina Novotná   | 2:24.504 | Q     |
| 4    | FRA Stéphanie Bouvier  | 2:24.966 |       |
| 5    | RUS Valeriya Potemkina | 2:28.405 |       |
| 6    | HKG Han Yueshuang      | 2:35.742 |       |

| Pos. | Atleta                | Tempo    | Notas |
| ---- | --------------------- | -------- | ----- |
| 1    | CHN Wang Meng         | 2:29.199 | Q     |
| 2    | USA Katherine Reutter | 2:29.316 | Q     |
| 3    | CAN Valérie Maltais   | 2:30.321 | Q     |
| 4    | HUN Bernadett Heidum  | 2:30.332 |       |
| 5    | JPN Biba Sakurai      | 2:30.458 |       |
| 6    | ITA Katia Zini        | 2:30.606 |       |

| Pos. | Atleta               | Tempo    | Notas |
| ---- | -------------------- | -------- | ----- |
| 1    | KOR Cho Ha-Ri        | 2:22.928 | Q     |
| 2    | CAN Kalyna Roberge   | 2:23.619 | Q     |
| 3    | BUL Evgenia Radanova | 2:23.698 | Q     |
| 4    | GBR Elise Christie   | 2:23.898 |       |
| 5    | ITA Cecilia Maffei   | 2:24.931 |       |
| 6    | RUS Olga Belyakova   | 2:26.762 |       |

| Pos. | Atleta                 | Tempo      | Notas |
| ---- | ---------------------- | ---------- | ----- |
| 1    | ITA Arianna Fontana    | 2:27.120   | Q     |
| 2    | AUS Tatiana Borodulina | 2:27.408   | Q     |
| 3    | HUN Erika Huszar       | 2:27.487   | Q     |
| 4    | ROU Katalin Kristo     | 2:36.022   |       |
| 6 !  | POL Paula Bzura        | 9:99.999 ! | DSQ   |
| 6 !  | JPN Mika Ozawa         | 9:99.999 ! | DSQ   |

| Pos. | Atleta                        | Tempo      | Notas |
| ---- | ----------------------------- | ---------- | ----- |
| 1    | KOR Lee Eun-Byul              | 2:27.286   | Q     |
| 2    | JPN Hiroko Sadakane           | 2:28.046   | Q     |
| 3    | BUL Marina Georgieva-Nikolova | 2:28.732   | Q     |
| 4    | USA Allison Baver             | 2:44.915   | ADV   |
| 6 !  | GER Aika Klein                | 9:99.999 ! | DSQ   |
| 6 !  | HUN Rozsa Darazs              | 9:99.999 ! | DSQ   |

### Semifinais
As atletas classificadas foram divididas em três semifinais:
| Pos. | Atleta                        | Tempo    | Notas |
| ---- | ----------------------------- | -------- | ----- |
| 1    | KOR Lee Eun-Byul              | 2:24.318 | QA    |
| 2    | CAN Tania Vicent              | 2:24.742 | QA    |
| 3    | CHN Sun Linlin                | 2:24.777 | QB    |
| 4    | JPN Hiroko Sadakane           | 2:24.901 | QB    |
| 5    | USA Allison Baver             | 2:45.053 |       |
| 6    | RUS Nina Yevteyeva            | 2:25.414 |       |
| 7    | BUL Marina Georgieva-Nikolova | 2:25.604 |       |

| Pos. | Atleta                | Tempo    | Notas |
| ---- | --------------------- | -------- | ----- |
| 1    | HUN Erika Huszar      | 2:24.192 | QA    |
| 2    | BUL Evgenia Radanova  | 2:24.376 | QA    |
| 3    | KOR Cho Ha-Ri         | 2:35.492 | ADV   |
| 4    | USA Katherine Reutter | 2:37.060 | ADV   |
| 5    | CAN Kalyna Roberge    | 2:47.998 |       |
| 6 !  | CHN Wang Meng         | DSQ      |       |

| Pos. | Atleta                 | Tempo    | Notas |
| ---- | ---------------------- | -------- | ----- |
| 1    | KOR Park Seung-Hi      | 2:20.859 | QA    |
| 2    | CHN Zhou Yang          | 2:21.049 | QA    |
| 3    | ITA Arianna Fontana    | 2:21.522 | QB    |
| 4    | AUS Tatiana Borodulina | 2:21.617 | QB    |
| 5    | CAN Valérie Maltais    | 2:23.722 |       |
| 6 !  | CZE Kateřina Novotná   |          | DSQ   |

### Finais
A Final B deveria definir da 7ª a 12ª posições, mas devido a classificações extras para a final, apenas quatro atletas participaram desta prova. Na Final A, oito atletas decidiram as medalhas.
Final B
| Pos. | Atleta                 | Tempo    | Notas |
| ---- | ---------------------- | -------- | ----- |
| 9    | ITA Arianna Fontana    | 2:42.801 |       |
| 10   | CHN Sun Linlin         | 2:42.960 |       |
| 11   | AUS Tatiana Borodulina | 2:43.051 |       |
| 12   | JPN Hiroko Sadakane    | 2:43.135 |       |

Final A
| Pos.              | Atleta                | Tempo    | Notas            |
| ----------------- | --------------------- | -------- | ---------------- |
| Medalha de ouro   | CHN Zhou Yang         | 2:16.993 | Recorde olímpico |
| Medalha de prata  | KOR Lee Eun-Byul      | 2:17.849 |                  |
| Medalha de bronze | KOR Park Seung-Hi     | 2:17.927 |                  |
| 4                 | USA Katherine Reutter | 2:18.396 |                  |
| 5                 | KOR Cho Ha-Ri         | 2:18.831 |                  |
| 6                 | HUN Erika Huszar      | 2:19.251 |                  |
| 7                 | BUL Evgenia Radanova  | 2:19.411 |                  |
| 8                 | CAN Tania Vicent      | 2:23.035 |                  |

## Novos recordes
Um novo recorde olímpico foi estabelecido na final:
| Tipo | Atleta    | Tempo    | Local          | Data                    |
| ---- | --------- | -------- | -------------- | ----------------------- |
|      | Zhou Yang | 2:16.729 | Salt Lake City | 9 de fevereiro de 2008  |
|      | Zhou Yang | 2:16.993 | Vancouver      | 20 de fevereiro de 2010 |

Legenda
| Recorde mundial      | Recorde mundial (World record)               |                       | Recorde africano                      | Recorde africano (African) |                                           | Q | Classificado por posição (Qualified) |
| Recorde olímpico     | Recorde olímpico (Olympic record)            | Recorde da América    | Recorde da América (Americas)         | q                          | Classificado por melhor tempo (Qualified) |   |                                      |
| Melhor marca do ano  | Melhor marca do ano (World leading)          | Recorde asiático      | Recorde asiático (Asian)              | DNS                        | Não largou (Did not start)                |   |                                      |
| Recorde nacional     | Recorde nacional (National record)           | Recorde europeu       | Recorde europeu (European)            | DNF                        | Não terminou (Did not finish)             |   |                                      |
| Recorde pessoal      | Recorde pessoal do atleta (Personal best)    | Recorde da Oceania    | Recorde da Oceania (Oceania)          | DSQ / DQ                   | Desclassificado (Disqualified)            |   |                                      |
| Recorde da temporada | Recorde da temporada do atleta (Season best) | Recorde sul-americano | Recorde sul-americano (South America) | NM                         | Sem marca (No mark)                       |   |                                      |